# Leitungsanpassung
Unter Leitungsanpassung versteht man die korrekte Belastung einer elektrischen Leitung mit einem Abschlusswiderstand. Ziel ist, störende Reflexionen von Wellen oder Impulsen zu vermeiden. Der Ausgangswiderstand (auch Quellwiderstand) des Senders hat darauf keinen Einfluss.
Die Leitungsanpassung darf nicht mit der Leistungsanpassung verwechselt werden, bei der es darum geht, einer Quelle mit vorgegebenem Innenwiderstand maximale Leistung zu entnehmen.

## Allgemeines
Wenn elektrische Energie oder Signale in Form von Wellen oder Impulsen über elektrische Leitungen (Kabel) zu Verbrauchern geschickt werden, sind zwei wesentliche Merkmale ausschlaggebend:
- Die Dämpfung schwächt das Signal; bei Gleichstrom und tiefen Frequenzen wird sie durch den ohmschen Widerstand der Drähte bestimmt, bei hohen Frequenzen kommen Erwärmungsverluste im Isolationsmaterial dazu.
- Der Wellenwiderstand Z ist bei Frequenzen oberhalb von einigen kHz weitgehend frequenzunabhängig und reellwertig und dämpft nicht die Übertragung, sondern ist ausschließlich ein Kennwert zur Bemessung des optimalen Belastungswiderstandes.

Wenn der Wellenwiderstand Z nicht mit dem Abschlusswiderstand R übereinstimmt, treten unerwünschte und meist störende Impuls- bzw. Wellenreflexionen auf. Der korrekte Wert von R wird durch Zeitbereichsreflektometrie oder Stehwellenmessgeräte ermittelt.
Bei Übertragung eines schmalen Frequenzbandes kann der Wert von R durch einen Resonanztransformator korrigiert werden; bei großer Bandbreite der Signale gibt es keine Korrekturmöglichkeit.

## Wellenwiderstand identisch mit dem Abschlusswiderstand
Alle Signale des Senders werden bei der ersten Ankunft am Belastungswiderstand R reflexionsfrei absorbiert. Aus der Sicht des Senders ist nicht unterscheidbar, ob R unmittelbar oder über ein Kabel angeschlossen ist. Der Innenwiderstand (Quellwiderstand) des Senders ist ohne Einfluss, von seinem Wert hängt aber ab, ob Leistungsanpassung vorliegt oder nicht. Das ist sogar in der Energietechnik mit der vergleichsweise sehr tiefen Netzfrequenz von Bedeutung, weil das Kabel bei natürlicher Leistung keine Blindleistung produziert. Wenn – wie in der Energietechnik oder bei leistungsstarken Sendeanlagen – ein Wirkungsgrad über 50 % gefordert wird, muss Leistungsanpassung tunlichst vermieden werden.

## Wellenwiderstand ungleich Abschlusswiderstand
Die unvermeidlichen Signalreflexionen am Kabelende bewirken, dass Impulse (oder Wellen) zurück zum Sender laufen. Die entsprechende Energie muss aber nicht „verloren“ sein, sie kann bei günstigen Umständen der Last doch noch zugutekommen. Das hängt von einigen Randbedingungen ab:

### Übertragung von Wellen fester Frequenz
- Wenn die elektrische Länge des Kabels ein ganzzahliges Vielfaches der halben Wellenlänge ist {\displaystyle (l_{el}=n\cdot {\frac {\lambda }{2}})}, hat der Wert des Wellenwiderstandes auch bei großen Abweichungen von R kaum Einfluss, weil dann das Kabel keine transformierenden Eigenschaften besitzt (siehe Leitungstheorie). Aus der „Sicht“ des Senders ist die Last unmittelbar angeschlossen.
- Wenn die Länge des Kabels ein ungerades Vielfaches von λ/4 ist {\displaystyle (l_{el}=(2n+1)\cdot {\frac {\lambda }{4}})}, transformiert das Kabel die Widerstandswerte nach folgender Formel:

{\displaystyle Z^{2}=R_{\text{Sender}}\cdot R_{\text{Last}}}
Dieser Effekt kann insbesondere in Schaltungen der Höchstfrequenztechnik sehr erwünscht sein (siehe auch Resonanztransformator).

### Übertragung von Impulsen
Die am Kabelende reflektierten Impulse sollten vom Quellwiderstand des Senders absorbiert werden, damit sie nicht erneut zur Last gelangen können. Das kann bei den geringen Leistungen, die in der Datenübertragung verwendet werden, auch nicht zur Beschädigung des Senders führen. Auch die Tatsache, dass der Wirkungsgrad kleiner als 50 % sein muss, ist bei diesen Anwendungen bedeutungslos.